# Чикін Олександр Олександрович

Олекса́ндр Олекса́ндрович ЧИ́КІН (нар. 5 січня 1980 року, Київ, Україна) — юрист, державний діяч.
Реалізує від імені держави політику інформатизації судової системи.
Один з творців Електронного суду [Архівовано 21 січня 2022 у Wayback Machine.] та ЄСІТС в Україні.
З грудня 2021 року — директор департаменту Державної судової адміністрації України [Архівовано 6 січня 2022 у Wayback Machine.].
2019-2021 роки — начальник управління ВККС України.
У 2018 році — в.о. начальника управління ДСА України [Архівовано 6 січня 2022 у Wayback Machine.].
2016-2018 роки — заступник начальника управління ВККС України.
Представник України в започаткованій 16 листопада 2021 року ECN (платформа Ради Європи з консолідації досвіду в сфері кіберюстиції та штучного інтелекту в судових системах, введення нових інструментів співпраці на міждержавному рівні) Європейської комісії з питань ефективності правосуддя (CEPEJ [Архівовано 11 січня 2022 у Wayback Machine.]) Ради Європи (Council of Europe).